# Поцюс, Арвидас
Арвидас Поцюс (лит. Arvydas Pocius; род. 14 мая 1957, Клайпеда, Литовская ССР, СССР) — генерал-лейтенант, командующий Вооружёнными силами Литвы с 2009 по 2014 год, литовский государственный служащий и дипломат. Депутат Сейма Литовской Республики с 2020 года.

## Биография
Родился 14 мая 1957 года.
В 1975 году окончил Клайпедскую среднюю школу №18.
В 1979 году окончил Литовский институт физической культуры. После трёх месяцев обучения получил звание лейтенанта запаса Советской Армии. До 1991  года работал в сфере физического воспитания и спорта. В 1978 году стал чемпионом СССР по вольной борьбе. В 1980 году — мастером спорта СССР по дзюдо (уровень черного пояса).
16 февраля 1990 года, во время митинга у Верховного Совета Литовской ССР он публично отказался от звания и присяги советского офицера. С января по август 1991 года, во время попытки советских военных захватить власть в Литве, он присутствовал на баррикадах у Верховного Совета. 11 января 1991 года присягнул Литовской Республике и стал добровольцем. В 1991 году был назначен руководителем организационного подразделения Добровольной службы национальной обороны. Позднее стал заместителем начальника штаба, в 1993 году —начальником штаба, в 1994 году — командиром. В 2002 году назначен командующим Восточным военным округом. 30 октября 2004 года был назначен командующим сухопутными войсками. В 2007 году был назначен заместителем начальника штаба по военному образованию и подготовке кадров НАТО по трансформации командования. В 2009—2014 годах был командующим Вооруженными силами Литвы.
В 1997 году окончил курс международного генерального штаба в Академии командования германского бундесвера в Гамбурге. В 2004 году прошёл курс стратегических исследований для сухопутных войск США в Военном колледже в городе Карлайл, в штате Пенсильвания. В 2005—2007 годах изучал международные отношения и дипломатию в Институте международных отношений и политологии Вильнюсского университета. Получил степень магистра политических наук.
30 декабря 1991 года получил звание майора литовской армии, в 1993 году — подполковника, в 1997 году — полковника. В 2004 году президент Валдас Адамкус присвоил ему звание бригадного генерала. В 2009 году президент Даля Грибаускайте присвоила Поцюсу звание генерал-майора, а в 2011 году — генерал-лейтенанта.
Он был награжден Крестом Погони IV степени и латвийским орденом Виестура 1 класса (2013). Имеет памятную медалью 13 января, волонтерскую медаль Вооруженных сил Литвы, медаль «За заслуги в системе национальной обороны» и ряд других наград.
В сентябре 2014 года президент Даля Грибаускайте назначила его послом Литвы в Румынии. Член партии Союз Отечества — Литовские христианские демократы с 2019 года. Женат. Имеет двух сыновей.